# ラクーン (駆逐艦)
ラクーン (HMS Racoon) はイギリス海軍の駆逐艦。ビーグル級。
1910年2月15日進水。
1918年1月9日、ラクーンと駆逐艦モスキートがリバプールからスウィリー湾へ向かう途中吹雪の中でモスキートはラクーンを見失った。ラクーンからは座礁したとの連絡があったが、その後通信は途絶しそのまま行方不明となった。ラクーンの残骸は後日発見されたが、生存者は皆無であった。